# Gran Bretagna ai Giochi della V Olimpiade
La Gran Bretagna partecipò ai Giochi della V Olimpiade che si sono svolti a Stoccolma dal 5 maggio al 27 luglio 1912, con una delegazione di 274 atleti impegnati in sedici discipline.

## Medaglie
| Medaglia | Nome          | Sport      | Evento          |
| -------- | ------------- | ---------- | --------------- |
| Oro      | Regno Unito   | Calcio     | Torneo maschile |
| Oro      | Gran Bretagna | Pallanuoto | Torneo maschile |

## Risultati

### Calcio
| Atleta | Classifica |                        |
| --- | --- | ---------------------- |
| V · D · M Nazionale britannica · Calcio ai Giochi Olimpici Estivi 1912 P Bailey · P Brebner · D Burn · D Knight · D Martin · D McWhirter · C Dines · C Hanney · C Littlewort · C Stamper · C Wright · A Berry · A Dawe · A Hoare · A Sanders · A Sharpe · A Walden · A Woodward · CT : Birch | Oro |                        |
| Nazionale britannica · Calcio ai Giochi Olimpici Estivi 1912 | |                        |
| P Bailey · P Brebner · D Burn · D Knight · D Martin · D McWhirter · C Dines · C Hanney · C Littlewort · C Stamper · C Wright · A Berry · A Dawe · A Hoare · A Sanders · A Sharpe · A Walden · A Woodward · CT: Birch                                                                         | P Bailey · P Brebner · D Burn · D Knight · D Martin · D McWhirter · C Dines · C Hanney · C Littlewort · C Stamper · C Wright · A Berry · A Dawe · A Hoare · A Sanders · A Sharpe · A Walden · A Woodward · CT: Birch | Regno Unito (bandiera) |

### Pallanuoto
| Atleta | Classifica                                                                |                          |
| --- | ------------------------------------------------------------------------- | ------------------------ |
| V · D · M Nazionale maschile britannica di pallanuoto · Giochi olimpici - Stoccolma 1912 Smith · Cornet · Wilkinson · Bugbee · Hill · Radmilovic · Bentham · CT : - | Oro                                                                       |                          |
| Nazionale maschile britannica di pallanuoto · Giochi olimpici - Stoccolma 1912                                                                                      |                                                                           |                          |
| Smith · Cornet · Wilkinson · Bugbee · Hill · Radmilovic · Bentham · CT: -                                                                                           | Smith · Cornet · Wilkinson · Bugbee · Hill · Radmilovic · Bentham · CT: - | Gran Bretagna (bandiera) |